# Live on Lansdowne, Boston MA
Live on Lansdowne, Boston MA — второй концертный альбом и третий концертный DVD кельтик-панк-группы Dropkick Murphys, вышедший в 2010 году.

## Об альбоме
Live on Lansdowne, Boston MA записан на Лэншдоун в Бостоне, штат Массачусетс во время ежегодного празднования Дня святого Патрика. Выступления проходили шесть ночей подряд.
На альбоме помимо двадцати оригинальных песен присутствует ещё пять бонус-треков. На выпущенном DVD-диске присутствует клип на песню «The State of Massachusetts», видеоматериал о съёмках этого клипа и праздничное шествие Dropkick Murphys с бостонским бейсбольным клубом Ред Сокс.
На празднестве группа исполнила свои лучшие песни, в том числе композицию «I’m Shipping Up to Boston» совместно с основателями ска-панка-группой The Mighty Mighty Bosstones.
Альбом достиг 38-го места в Swedish Albums Chart, 25-го места в Billboard 200, второго места в Independent Albums, шестого места в Alternative Albums и восьмого места в Rock Albums.

## Список композиций
1. «Famous for Nothing»
2. «The State of Massachusetts»
3. «Johnny, I Hardly Knew Ya»
4. «Time to Go»
5. «Sunshine Highway»
6. «(F)lannigan’s Ball»
7. «Bastards on Parade»
8. «God Willing»
9. «Caught in a Jar»
10. «Captain Kelly’s Kitchen»
11. «Citizen C.I.A.»
12. «Fields of Athenry»
13. «Your Spirit’s Alive»
14. «The Warrior’s Code»
15. «The Dirty Glass»
16. «Tessie» Dropkick Murphys во время выступления в Lansdowne, Boston MA
17. «Forever 2009»
18. «Worker’s Song»
19. «Kiss Me I’m Shitfaced»

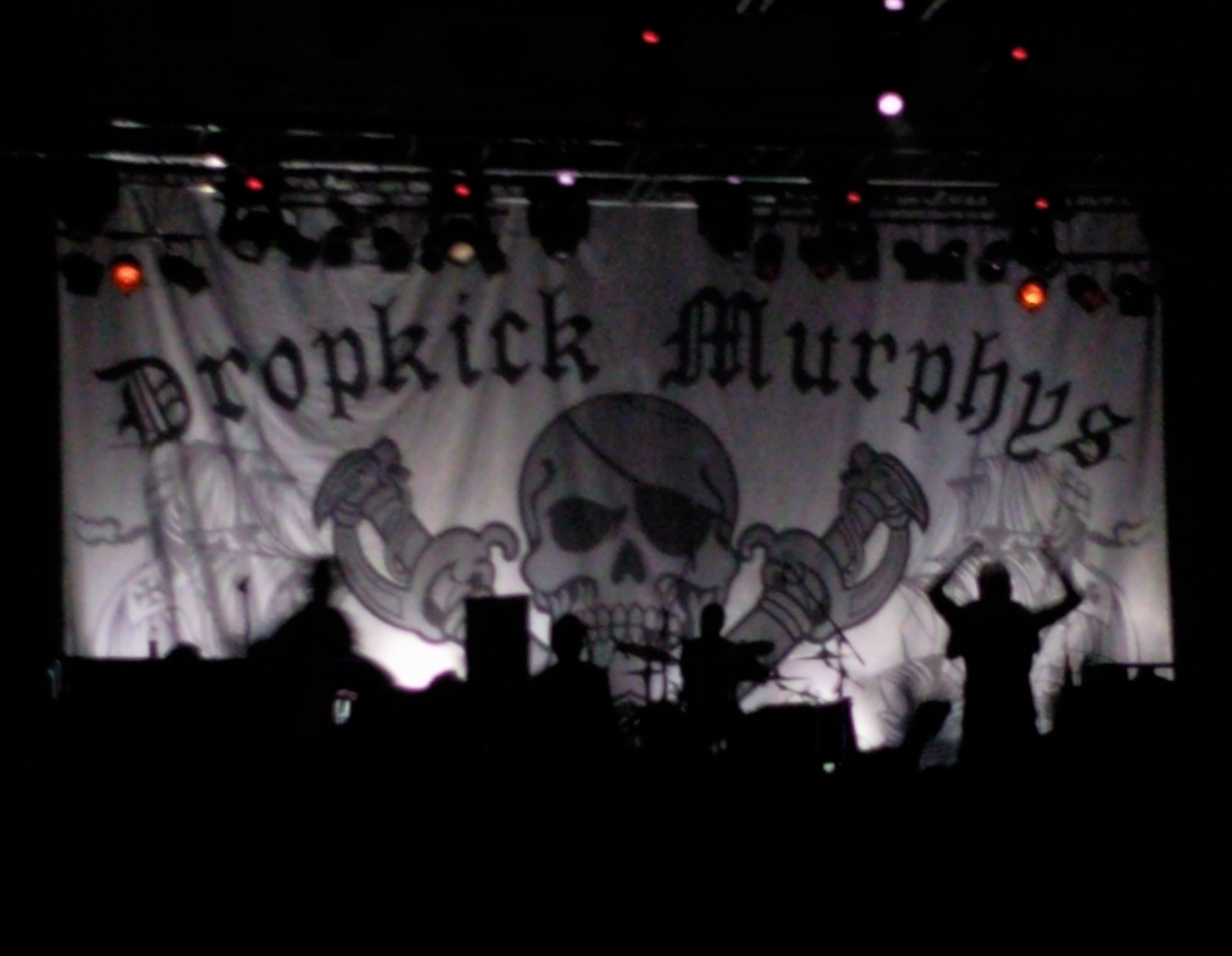
Dropkick Murphys во время выступления в Lansdowne, Boston MA

20. «I’m Shipping Up to Boston» (featuring The Mighty Mighty Bosstones)

### Бонус-треки
1. «10 Years of Service»
2. «Shattered»
3. «Wheel of Misfortune»
4. «Tomorrow’s Industry»
5. «Baba O’Riley»

## Участники записи
- Эл Барр — вокал
- Джеймс Линч — гитара, вокал
- Кен Кейси — бас, вокал
- Мэтт Келли — барабаны, бойран, вокал
- Скраффи Уоллес — волынка, вистл
- Тим Бреннан — гитара, аккордеон
- Джефф ДаРоса — мандолина, акустическая гитара, банджо
- The Mighty Mighty Bosstones (совместное исполнение песни «I’m Shipping Up to Boston»)